# John Spottiswoode

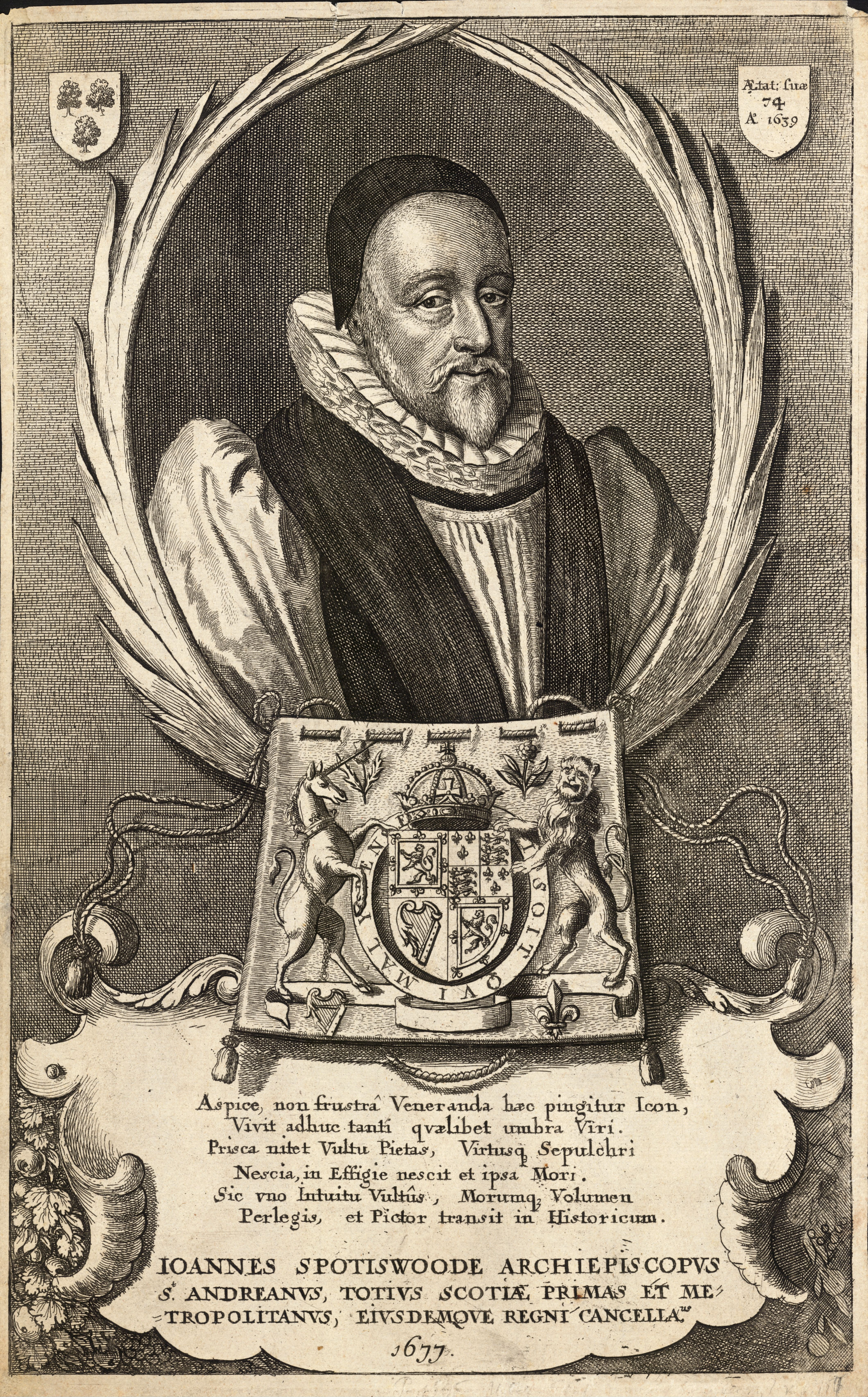
John Spottiswoode

John Spottiswoode (* 1565; † 26. November 1639) war ein schottischer Erzbischof von St Andrews.

## Leben
Spottiswoode genoss seine Ausbildung an der Universität Glasgow und wurde einer der Führer der Presbyterianer. Später unterstützte er den schottischen König Jakob VI., der ihn nach seiner Krönung als Jakob I. von England, zum Erzbischof von Glasgow ernannte. Spottiswoode nahm die Ideen von Thomas Erastus an und wurde das Hauptinstrument des Königs bei der Umformung der schottischen Nationalkirche nach anglikanischen Grundsätzen. 1615 wurde er zum Erzbischof von St. Andrews ernannt. Seine enge Verbindung mit der Krone hielt er auch unter König Karl I. aufrecht.